# Rossinyol dels Usambara
El rossinyol dels Usambara (Sheppardia montana), també conegut (en anglès) com a Usambara Akalat o Usambara Alethe, és una espècie d'ocell de la família dels muscicàpids. És endèmic de les muntanyes Usambara, a Tanzània. El seu hàbitat natural són els boscos tropicals o subtropicals humits de l'estatge montà. És amenaçat per la destrucció de l'hàbitat i el seu estat de conservació es considera en perill d'extinció.